# تهاجم ارتش سرخ به ارمنستان
تهاجم ارتش سرخ به ارمنستان که با عنوان‌های جنگ ارمنستان و شوروی، شوروی‌شدن ارمنستان، حمله شوروی به ارمنستان، و اشغال ارمنستان توسط شوروی نیز شناخته می‌شود، یک عملیات نظامی بود که توسط ارتش یازدهم سرخ جمهوری فدراتیو سوسیالیستی روسیه شوروی از سپتامبر تا ۲۹ نوامبر ۱۹۲۰ انجام شد. این تهاجم نظامی به منظور استقرار دولت جدید شوروی در جمهوری نخست ارمنستان که از قلمروهای پیشین امپراتوری روسیه بود، صورت گرفت. تهاجم ارتش سرخ با دو رویداد همزمان بود: تهاجم ترکیه به ارمنستان و همچنین قیام ضد دولتی که توسط بلشویک‌های ارمنی محلی در ایراوان پایتخت این کشور و دیگر شهرها و نقاط پرجمعیت داخل ارمنستان به راه انداخته شده بود. این حمله منجر به انحلال جمهوری نخست ارمنستان و بنیان‌گذاری جمهوری شوروی سوسیالیستی ارمنستان شد.

## پیش‌زمینه
حزب حاکم ارمنستان حزب سوسیالیست-ناسیونالیست داشناکسوتیون بود. دولت ارمنستان دولتی غرب‌گرا بود، عمدتاً به دلیل این واقعیت که وودرو ویلسون رئیس‌جمهور ایالات متحده آمریکا، طبق معاهده سور پیش‌نویس نقشه مطلوبی را برای ارمنستان تهیه کرده بود. در حالی که دولت ارمنستان به تحقق چیزی که امروزه به ارمنستان ویلسون معروف است، اعتقاد داشت؛ اما بلشویک‌ها و کمالیست‌ها مدعی شکنندگی دولت تازه تأسیس بودند.
از ۱۹ ژوئیه تا ۷ اوت ۱۹۲۰، دومین کنگره جهانی کمونیست بین‌الملل برگزار شد که در مانیفست آن به موارد زیر اشاره شد: “ارمنستان در مناقشه متفقین جنگ جهانی اول با ترکیه، همان نقش برنامه‌ریزی‌شده بلژیک در درگیری با آلمان و مانند صربستان در درگیری با اتریش-مجارستان را ایفا کرد. پس از تأسیس جمهوری ارمنستان – بدون مرز و بدون پتانسیل زندگی – ویلسون مأموریت قیومیت ارمنستان که از سوی جامعه ملل به او پیشنهاد شده بود را رد کرد، چون خاک ارمنستان نه نفت دارد و نه پلاتین. ارمنستان آزادشده اکنون کمتر از همیشه محافظت شده است. “
بلشویک‌های ارمنی با الهام از موفقیت بلشویک‌ها در آذربایجان، در ماه مه ۱۹۲۰ خیزشی را سازماندهی کردند که منجر به استعفای دولت سیمون وراتسیان شد. با این حال دولت جدید هامو اوهانجانیان با سیاست سخت خود توانست خیزش و کودتا را سرکوب کند.
از یک طرف ترکیه کمالیست قصد حمله به ارمنستان را داشت و از طرف دیگر بلشویک‌ها قصد داشتند آن را شورایی کنند، بنابراین بدیهی بود که هر دو طرف اگر اقداماتشان هماهنگ باشد، موفق خواهند شد. روسیه شوروی با موضوع استفاده از تجاوزهای ترک‌ها در موضوع شوروی‌شدن ارمنستان مخالفتی نداشت و بنابراین برای این منظور لازم بود تا با تبلیغات مناسب، زمینه تهاجم ترک‌ها را آماده کنند.
این وضعیت سیاسی الهام‌بخش بلشویک‌ها و به‌ویژه لئون تروتسکی بود که از طرفداران ایده انقلاب مداوم به‌شمار می‌رفت. تروتسکی می‌خواست انقلاب را به شرق و در ابتدا به ایران صادر کند و به همین منظور کنگره خلق‌های شرق در ۱ تا ۸ سپتامبر ۱۹۲۰ در باکو تشکیل شد. کنگره شورای تبلیغات و اقدامات مردم شرق را تشکیل داد که در ۱۷ سپتامبر قطعنامه‌ای در مورد شوروی‌سازی اجباری ارمنستان با کمک تجاوزهای ترکیه به تصویب رساند.
پس از شکست نظامی نیروهای داشناک توسط ترک‌ها در اکتبر تا نوامبر ۱۹۲۰، ارتش سرخ به ارمنستان حمله کرد. در پی این حمله جمهوری ارمنستان شوروی در نوامبر ۱۹۲۰ تأسیس شد. ارتش سرخ فقط در استان سیونیک با مقابله نظامی مواجه شد، جایی که گارگین نژده و سربازانش تا ژوئیه ۱۹۲۱ در برابر ارتش سرخ جنگیدند.

## معاهده
در ۲ دسامبر ۱۹۲۰، قراردادی از طرف دولت داشناک ارمنستان امضا شد.
مفاد این پیمان به شرح زیر بود:
1. ارمنستان به عنوان جمهوری سوسیالیستی شوروی اعلام شد.
2. یک کمیته موقت نظامی-انقلابی تا زمان برگزاری کنوانسیون کنگره شوراها قدرت را در ارمنستان به دست خواهد گرفت.
3. روسیه شوروی کل استان ایروان، زنگزور، بخشی از استان قارص، برخی از مناطق استان قزاق و قلمروهای استان تفلیس را به‌عنوان بخشی جدایی‌ناپذیر از جمهوری ارمنستان، به رسمیت شناخت. این مناطق تا ۲۸ سپتامبر ۱۹۲۰ بخشی از جمهوری ارمنستان بودند.
4. افسران ارتش جمهوری ارمنستان از مسئولیت اقداماتی که قبل از اعلام قدرت شوروی در ارمنستان آغاز شده بود، تبرئه شدند.
5. چهره‌های کنونی حزب سیاسی فعلی ارمنستان (داشناکسوتیون) و سایر احزاب اجتماعی جمهوری ارمنستان، به دلیل عضویت در این حزب‌ها تحت پیگرد و سرکوب قرار نمی‌گیرند.
6. ترکیب کمیته موقت حاکم باید متشکل از ۵ بلشویک و دو کنفدراسیون چپ باشد.
7. دولت روسیه شوروی متعهد به تضمین امنیت قلمرو ارمنستان شوروی شد.

## دلایل شوروی‌شدن
به گفته مورخی به نام سارا برینگار، شوروی‌شدن ارمنستان توسط جناحی از بلشویک‌ها از جمله نریمانف، ژوزف استالین و گریگوری ارژنیکیدزه انجام شد که اشغال ارمنستان و گرجستان را برای ثبات و حذف فعالیت‌های ضد بلشویکی در مناطق مرزی لازم می‌دانستند. علاوه بر این، ولادیمیر لنین از این می‌ترسید که متفقین جنگ جهانی اول قصد داشته باشند از گرجستان به عنوان زمینه‌ای برای بازپس‌گیری باکو که تأمین‌کننده نفت شوروی بود، استفاده کنند.

یک کتاب چاپ ۱۹۶۷ در اتحاد جماهیر شوروی، این رویداد را به شرح زیر توصیف می‌کند:
"در ۲۹ نوامبر ۱۹۲۰ قیام مسلحانه زحمتکشان ارمنستان به رهبری حزب کمونیست و با کمک مردم روسیه، به حکومت بدنام داشناک پایان داد. سال‌های حکومت داشناک (۲۰–۱۹۱۸) صفحه تلخ دیگری در تاریخ مردم ارمنستان است. جنگ بی‌وقفه و قتل‌عام، هرج و مرج و استبداد، گرسنگی و فقر، غارت و خشونت، خون و اشک —اینها ویژگی‌های اساسی آن دوره است. کشور در آستانه نابودی بود. اقتصاد ارمنستان به شدت دچار آشفتگی شده بود. تولید ناخالص صنعتی در سال ۱۹۱۹ نسبت به سال ۱۹۱۳ بیش از دوازده برابر کاهش یافته بود. کشاورزی و دامداری در آستانه فاجعه بود. تولید ناخالص کشاورزی در سال ۱۹۱۹ در مقایسه با سال ۱۹۱۳ تقریباً شش برابر کمتر شده و سطح زیر کشت بیش از چهار برابر کاهش یافته بود. در حکومت داشناک، دهقانان بیش از ۱۴ نوع مالیات برای پرداخت داشتند. گرسنگی و فقر باعث بروز مکرر بیماری‌های واگیردار شد. ارمنستان به یک کشور شوروی تبدیل شد که توسط زحمتکشان —کارگران و دهقانان اداره می‌شد."